# Villa Medici von Fiesole

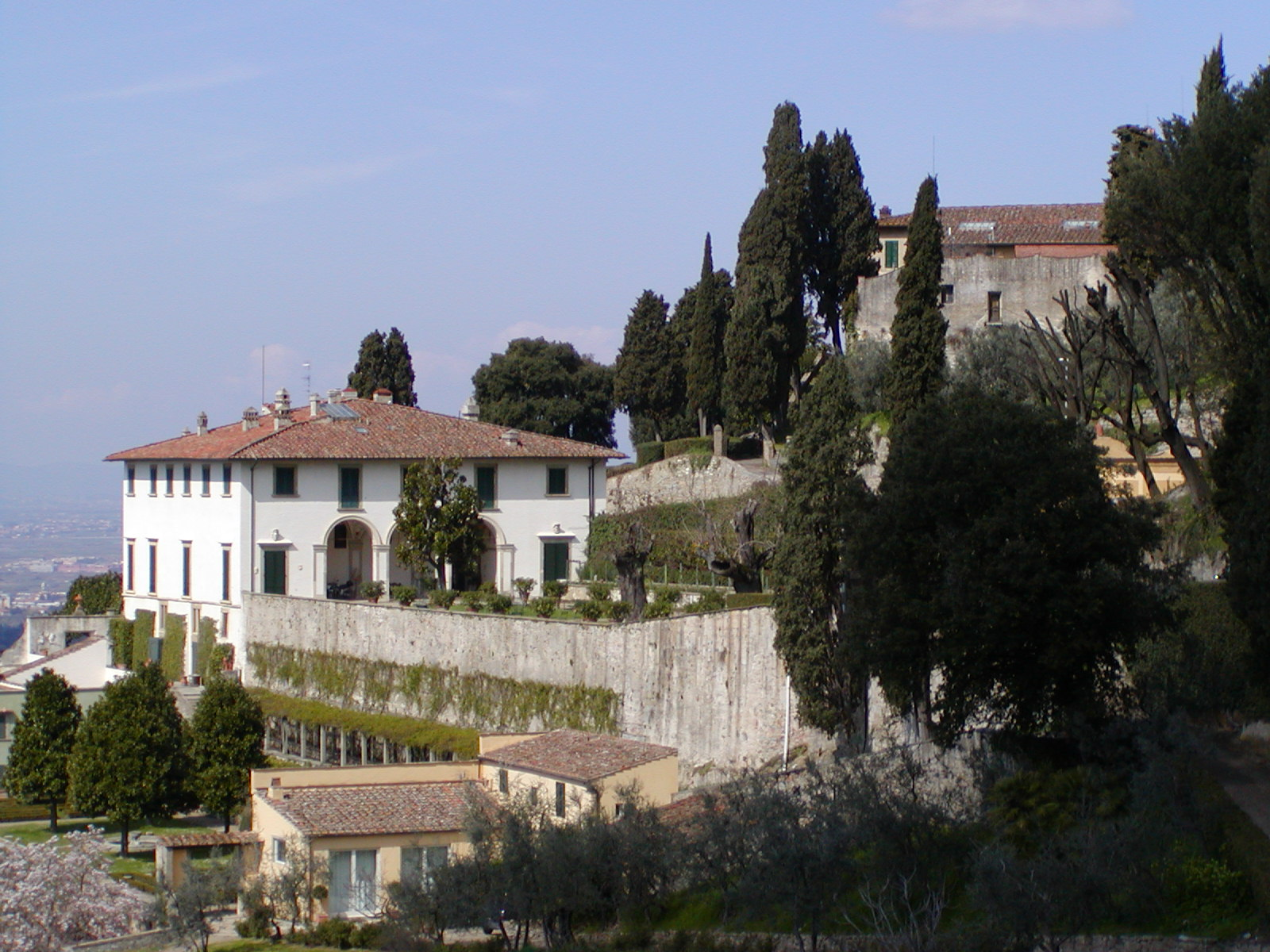
Villa Medici in Fiesole

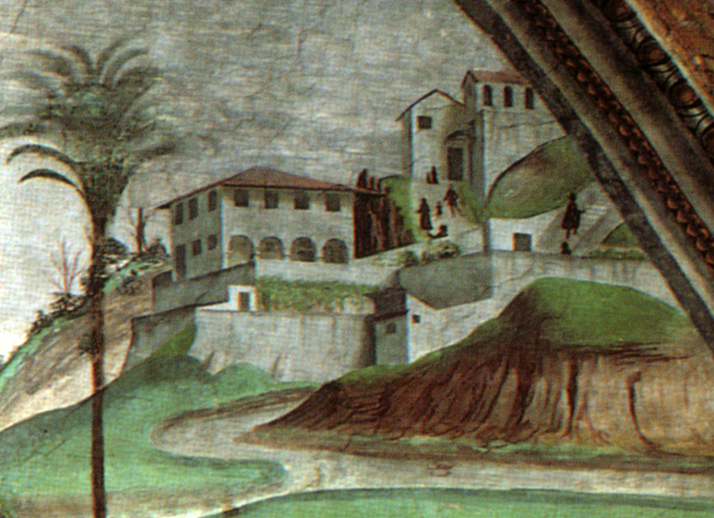
Die Villa im 15. Jahrhundert. Detail aus einem Altarbild von Domenico Ghirlandaio

Die Villa Medici in Fiesole bei Florenz ist eine der ältesten und am besten erhaltenen Villenbauten der Familie Medici.

## Geschichte
Sie wurde 1451 bis 1457 auf Geheiß von Cosimo de’ Medici durch Michelozzo di Bartolommeo oder Leon Battista  Alberti für Giovanni di Cosimo de’ Medici, Cosimos zweitältesten Sohn errichtet. Die Villa fungierte nicht als Zentrum eines agrarwirtschaftlichen Betriebes, sondern als Ort der Erholung und der ästhetischen und intellektuellen Anregung. Lorenzo il Magnifico erbte den Besitz 1469 von seinem Onkel, er versammelte hier die Humanisten Marsilio Ficino, Pico della Mirandola und Angelo Poliziano um sich. Die Villa blieb im Besitz der Medici bis 1671.
Der Garten der Villa ist auf drei Terrassen ausgelegt. Auf der obersten stehen Zitronenbäume in Töpfen, die zweite ist mit Magnolienbäumen, Blumenrabatten, Buchsbaumhecken und einem großen zentralen Brunnen ausgestattet. Die dritte Terrasse wurde 1911 bis 1923 von Cecil Pinsent und Geoffrey Scott im italienischen Stil mit einer Pergola ausgestaltet. Die Villa ist in Privatbesitz und nur äußerst beschränkt zu besichtigen.